# オーウェン・ケイシー
オーウェン・ケイシー（Owen Caissie, 2002年7月8日 - ）は、カナダのオンタリオ州バーリントン出身のプロ野球選手（外野手）。右投左打。MLBのシカゴ・カブス所属。

## 経歴

### プロ入りとカブス時代
2020年のMLBドラフト2巡目（全体45位）でサンディエゴ・パドレスから指名されプロ入り。契約金は約120万ドル。この年は新型コロナウイルスの影響でマイナーリーグの試合が開催されず、公式戦への出場はなかった。
その後、オフの12月29日にダルビッシュ有、ビクター・カラティーニとのトレードで、ザック・デイビーズ、レジナルド・プレシアード、イスマエル・メナ、イェイソン・サンタナと共にシカゴ・カブスへ移籍した。
2021年に傘下のルーキー級アリゾナ・コンプレックスリーグ・カブスでプロデビューし、シーズン途中にA級マートルビーチ・ペリカンズへ昇格。2チーム合計で54試合に出場して打率.303、7本塁打、29打点の成績を記録した。
2025年8月14日に負傷者リスト入りしたミゲル・アマヤに替わりロースター入りすると、同日行われた地元オンタリオでのトロント・ブルージェイズ戦にて「5番・指名打者」として先発出場し、メジャーデビューを果たした。

## 詳細情報

### 背番号
- 19（2025年 - ）

### 代表歴
- 2023 ワールド・ベースボール・クラシック・カナダ代表